# 災害医療
災害医療（さいがいいりょう）とは、災害（地震、火災、津波、豪雨水害・豪雪、火山噴火、または鉄道・航空機事故などの大規模な事故）により、対応する側の医療能力を上回るほど多数の医療対象者が発生した際に行われる、災害時の急性期・初期医療のことを指す。

## 「災害医療」と「救急医療」の違い
我が国において、全国規模で災害医療を行う能力を有する常設組織は、日本赤十字社と、自衛隊 （衛生科部隊や、災害派遣の救助部隊を含む）の2組織のみである。
この他に、常雇の組織ではないものの、災害医療についての専門的な研修や訓練を受けた全国各地の医師や看護師らが、災害派遣医療チーム（DMAT）や 日本医師会災害医療チーム （JMAT）として 医療支援に入る。ただし、DMATやJMAT は 被災地域外からの派遣となるため、現場到着や展開など、具体的な活動を開始するまでには、ある一定程度の時間がかかる。
一方、地域レベルでは 国立や県立・市町村立などの公立病院・大学医学部付属病院・民間病院 などの中からあらかじめ指定された災害拠点病院が、DMATの到着を待つことなく通常診療を中止して、速やかに災害医療を開始する。
また、災害医療は全く専門ではないものの、地元の開業医などで組織する 各地域医師会の有志らが、現場救護所や避難所などで簡易的なトリアージや、軽症患者の応急処置などを行う。
災害医療についての知識の有無に関係なく、また診療科や職種にも関係なく 災害は平等に、そして容赦なく襲い掛かってくる 。

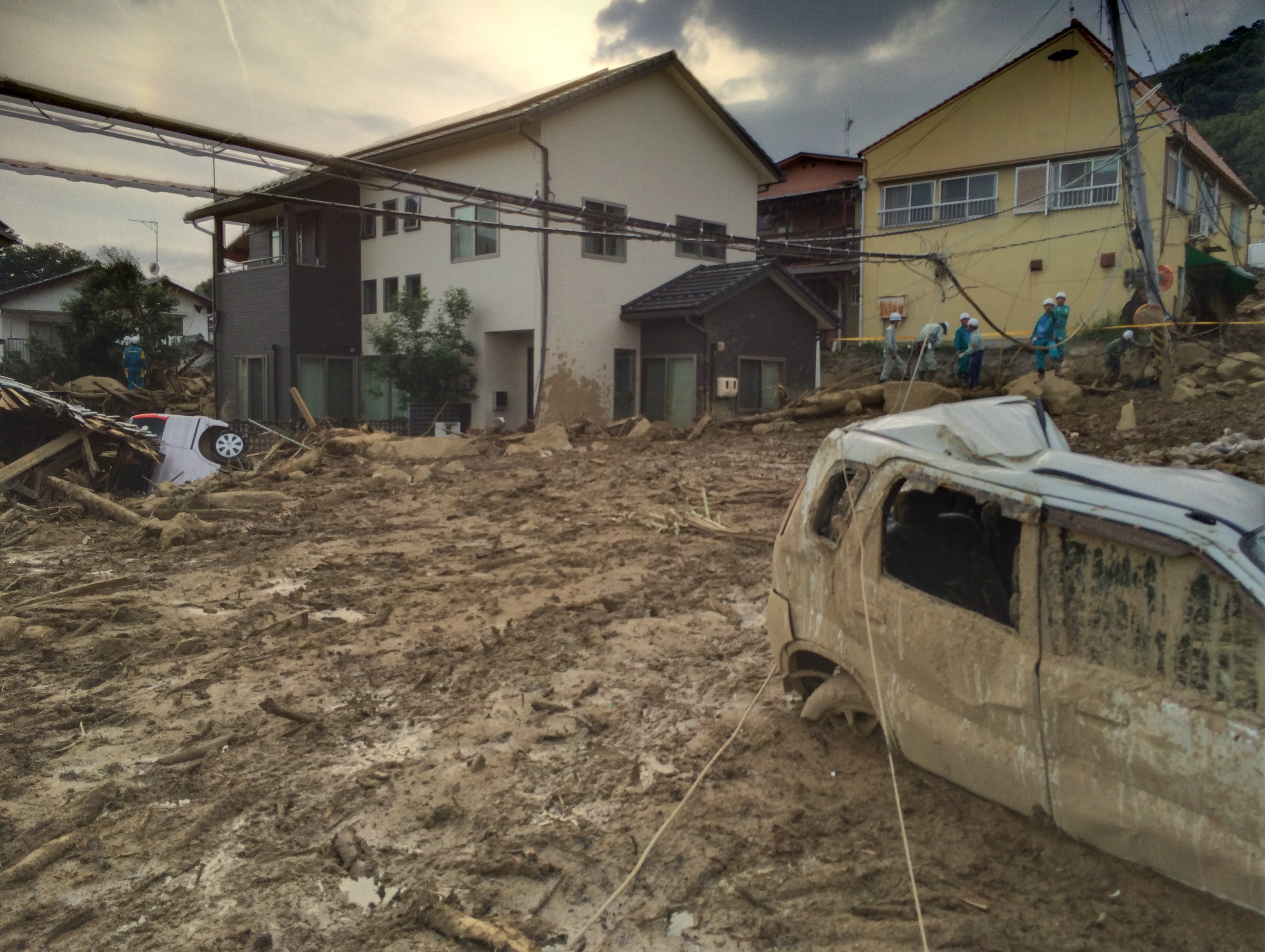
平成26年8月豪雨による広島市の土砂災害
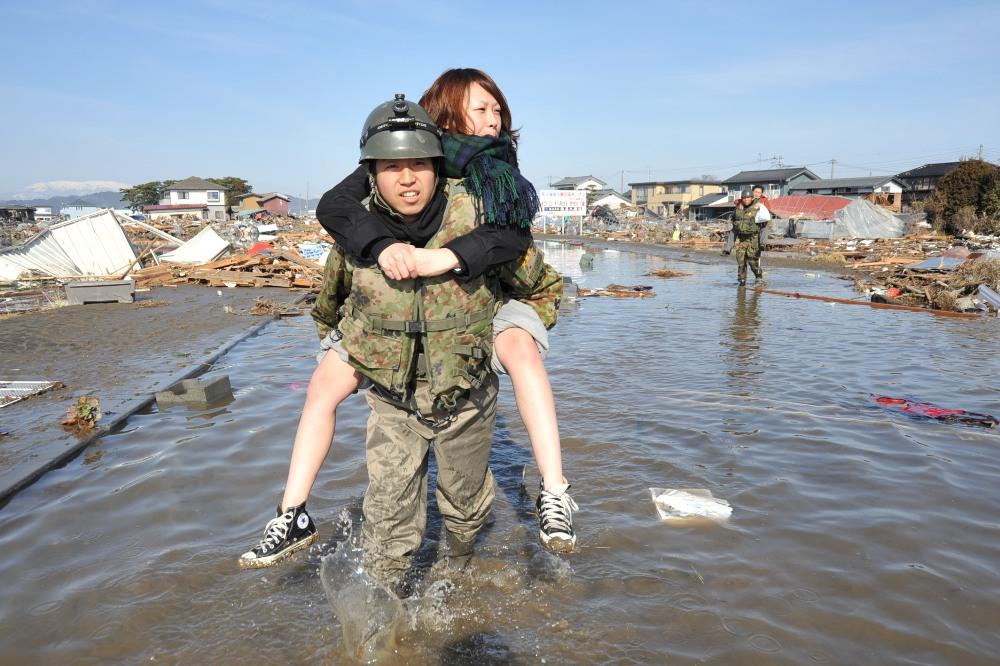
被災者の救助･搬送から災害医療は始まる
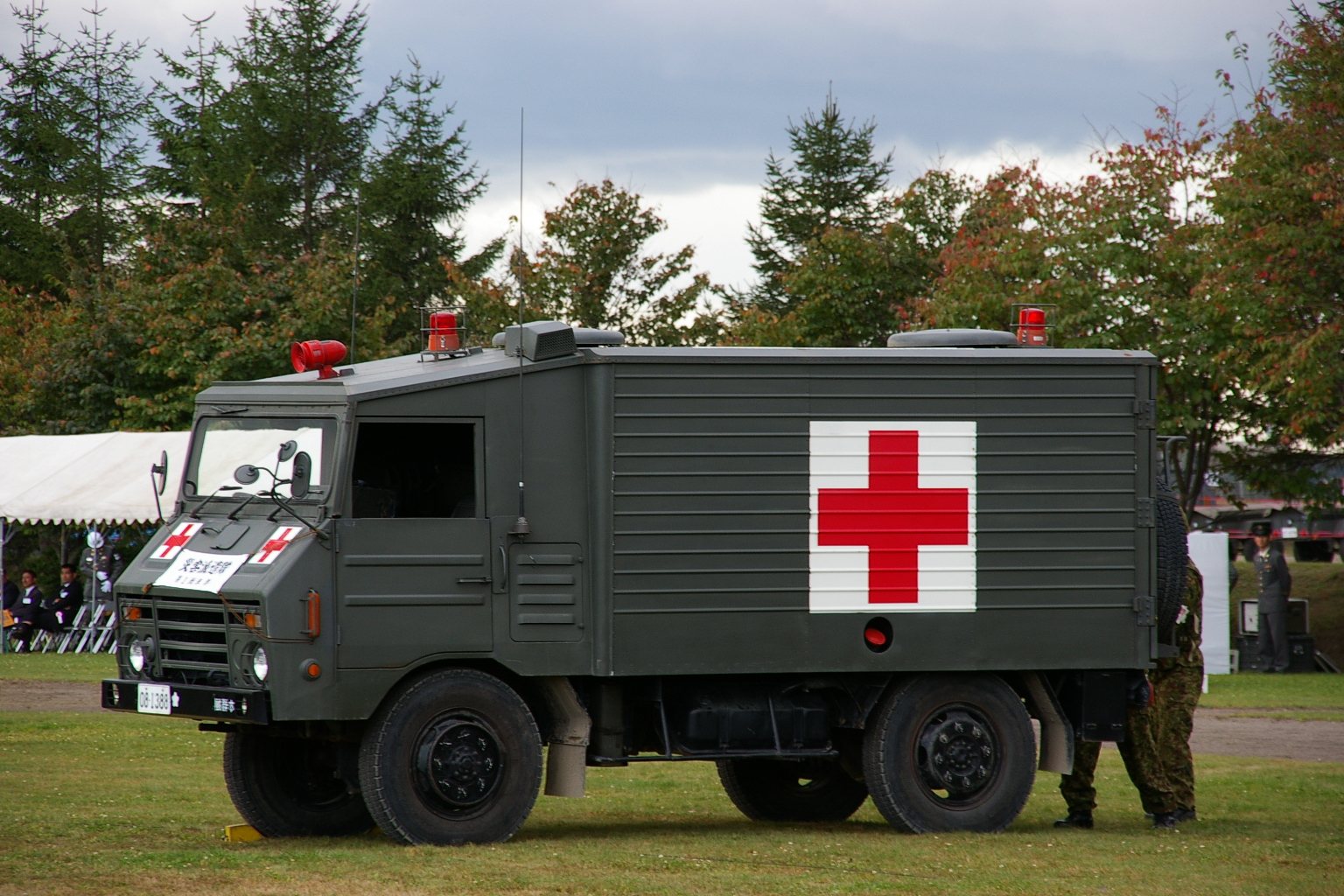
自衛隊の1トン半救急車
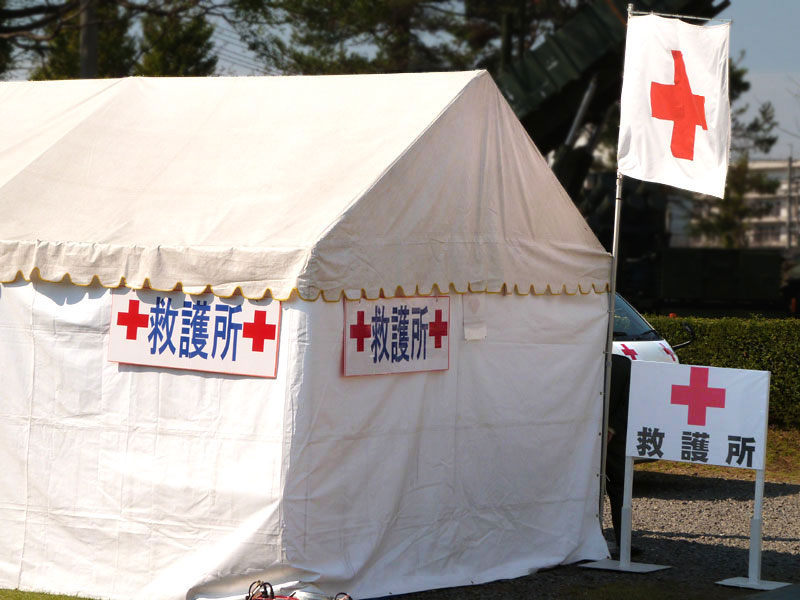
現場救護所（救護テント）
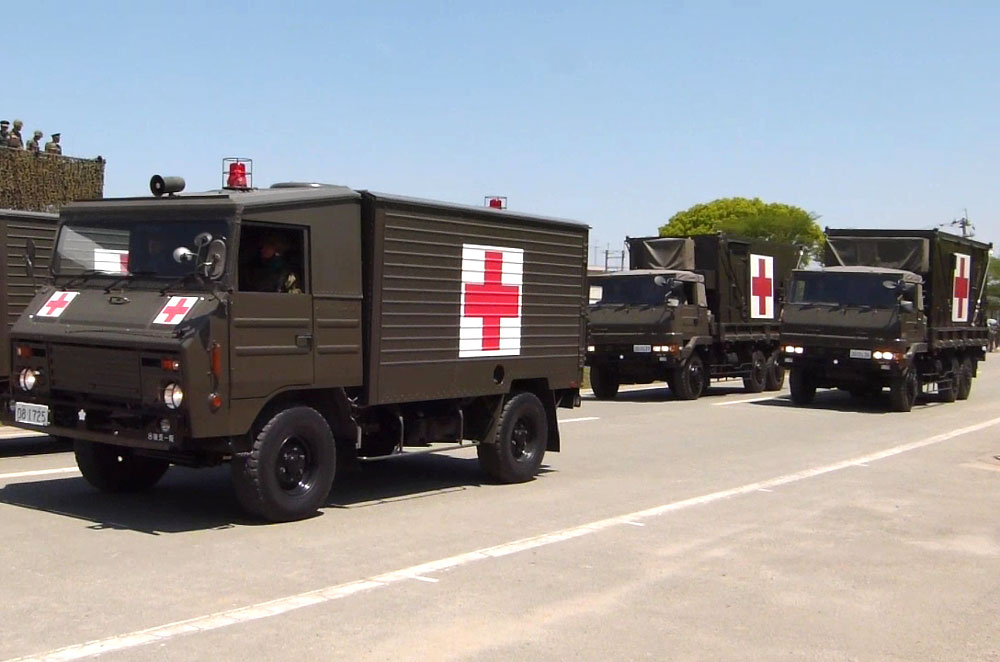
第８師団 後方支援連隊 衛生科部隊
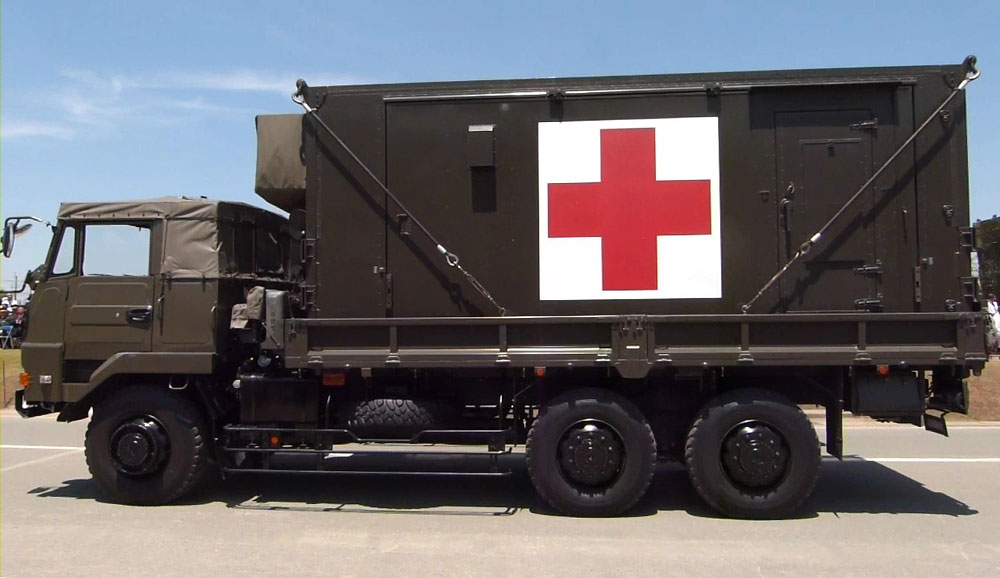
自衛隊 衛生科　野外手術システム車
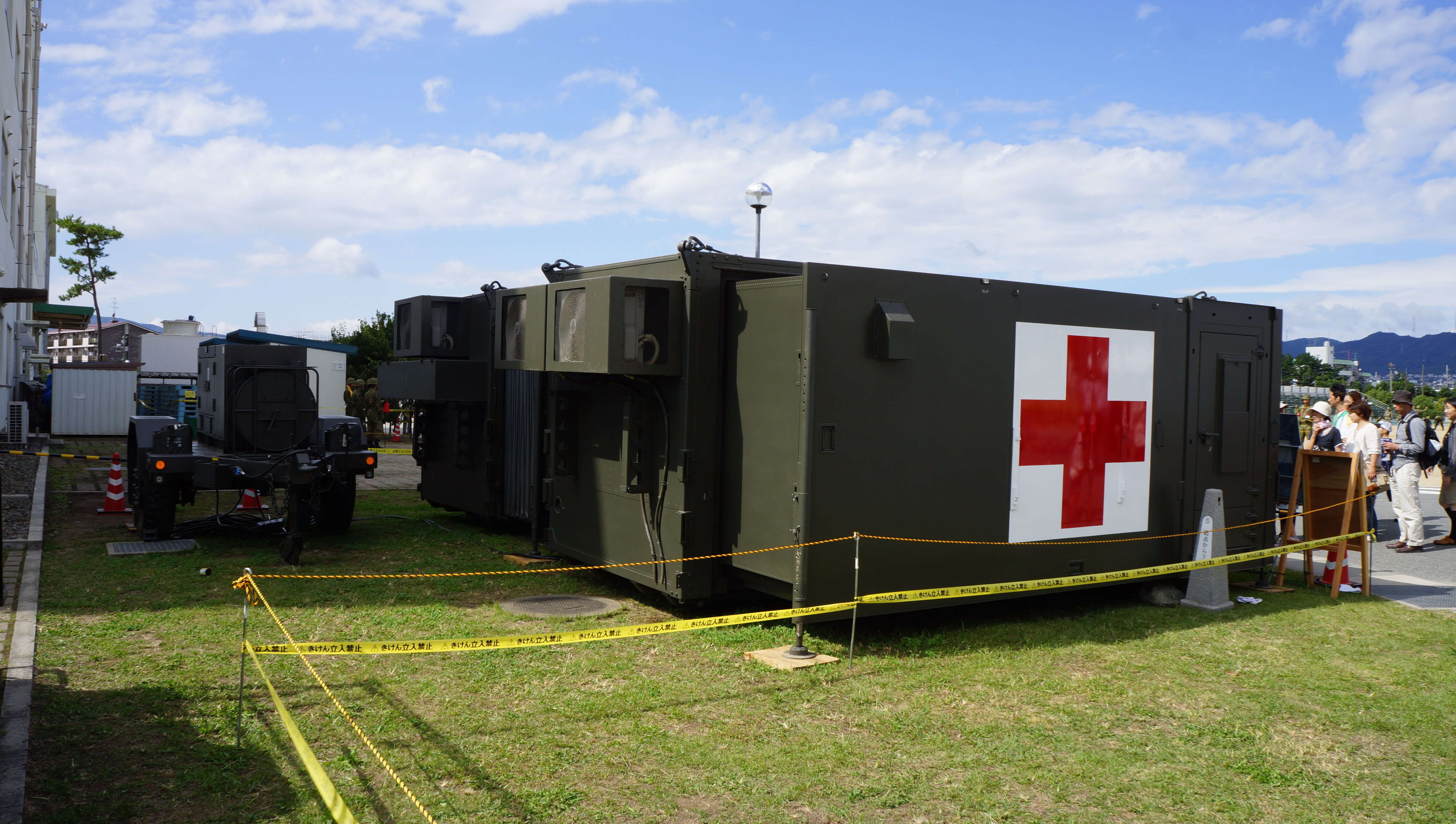
自衛隊（衛生科）の野外手術ユニット
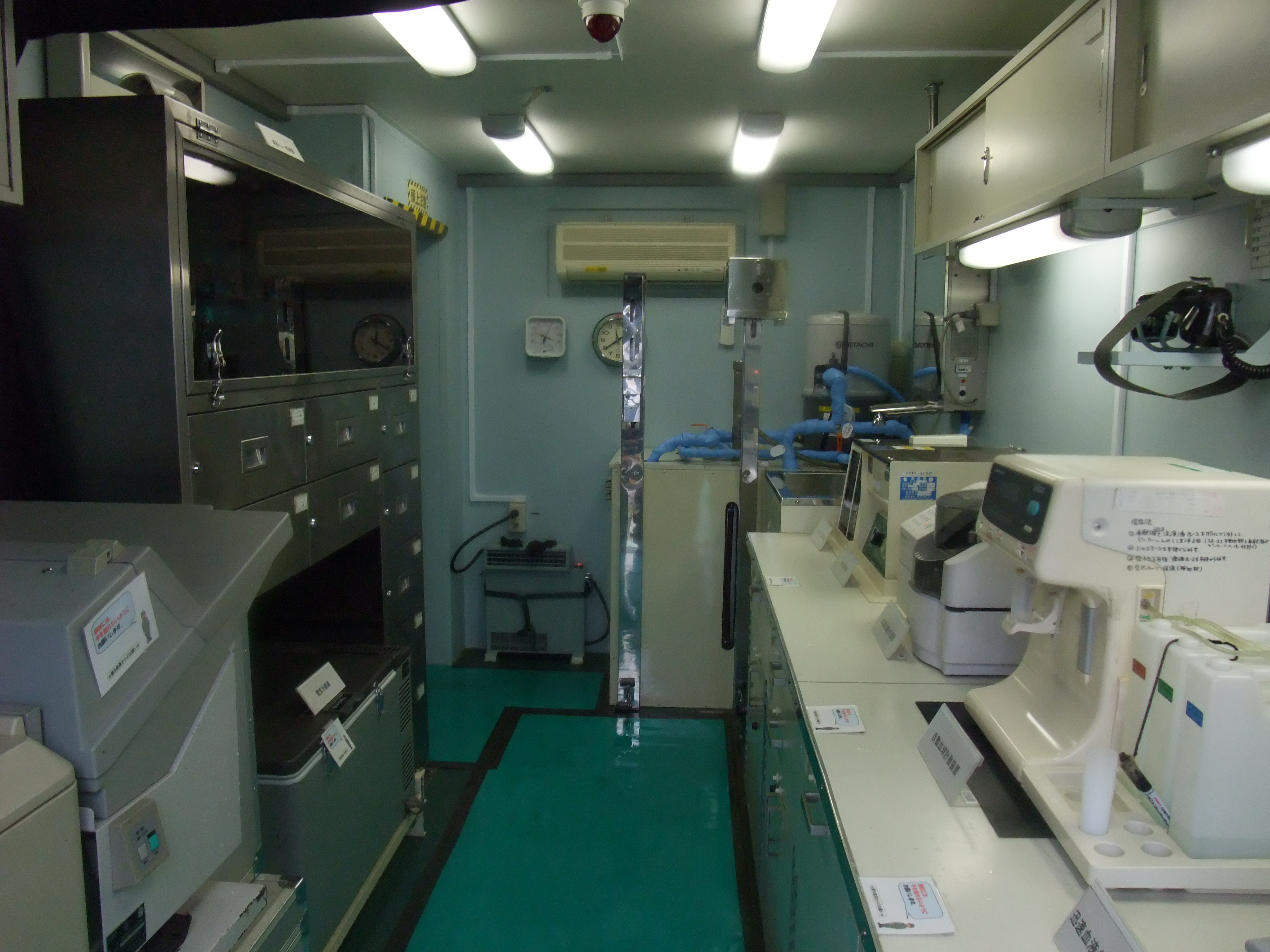
手術準備ユニットの内部
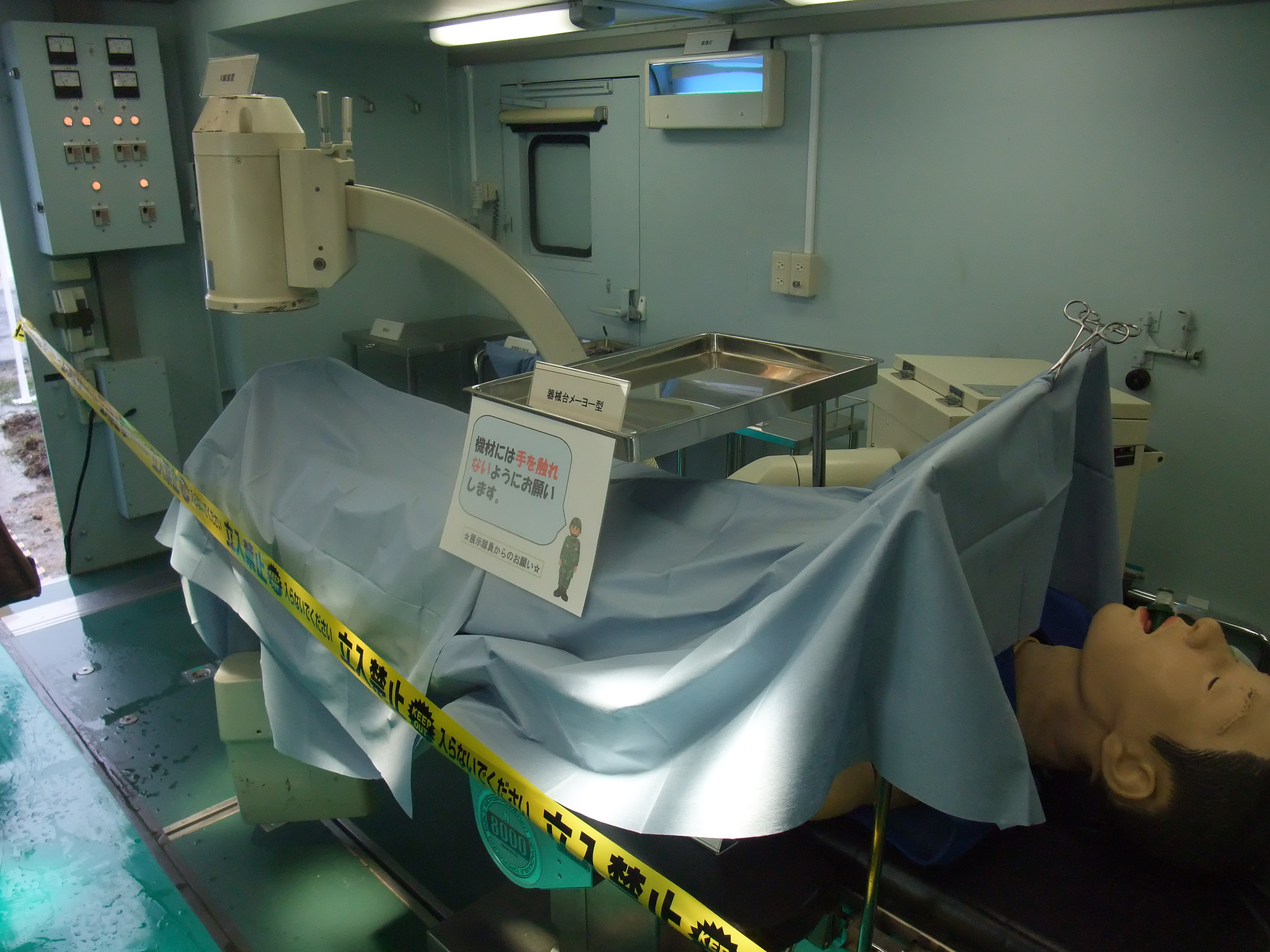
野外手術ユニットの手術台とX線透視装置
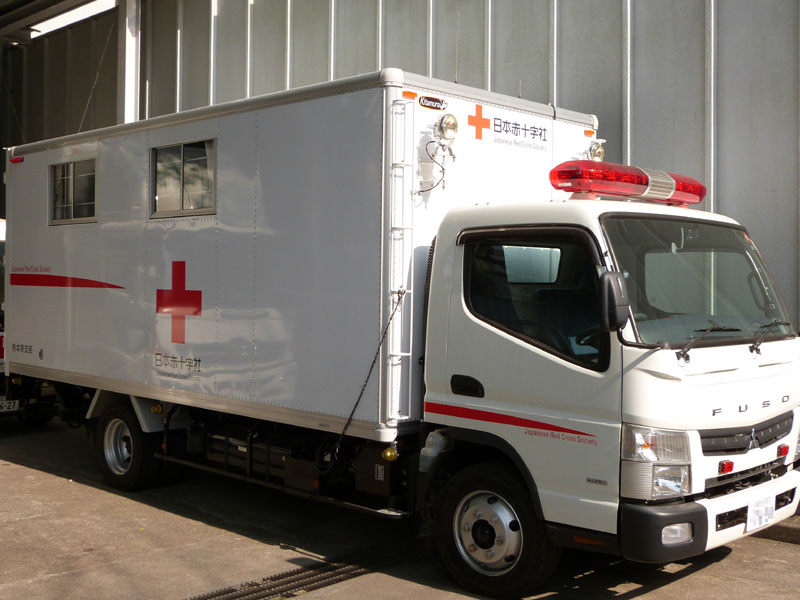
赤十字病院の災害医療トラック
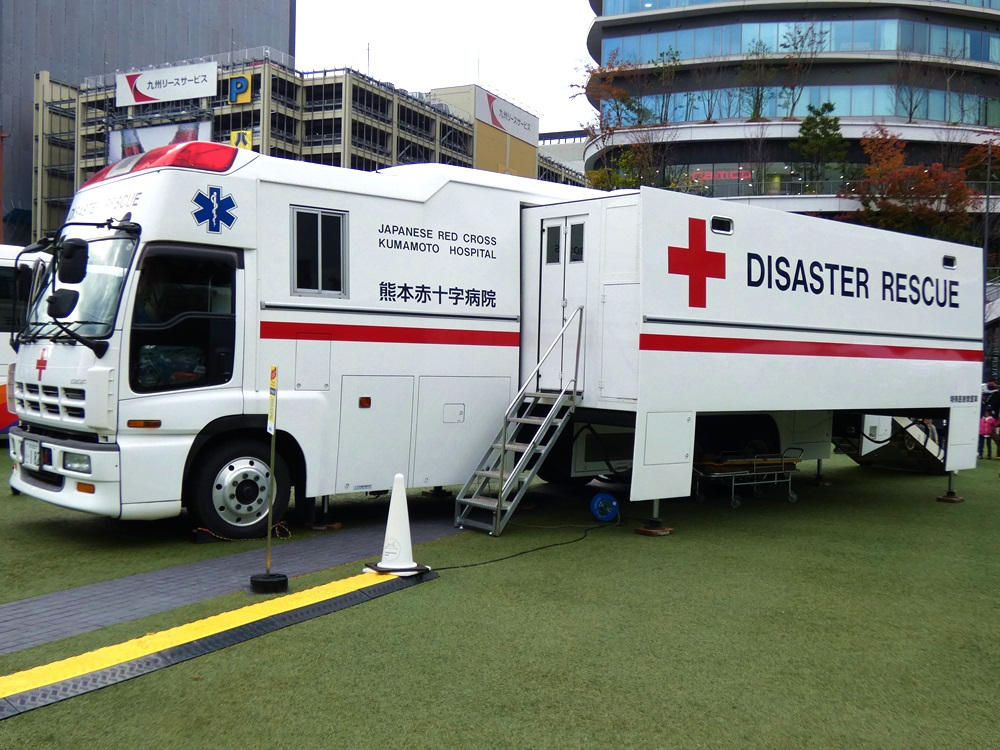
熊本赤十字病院　特殊医療救護車
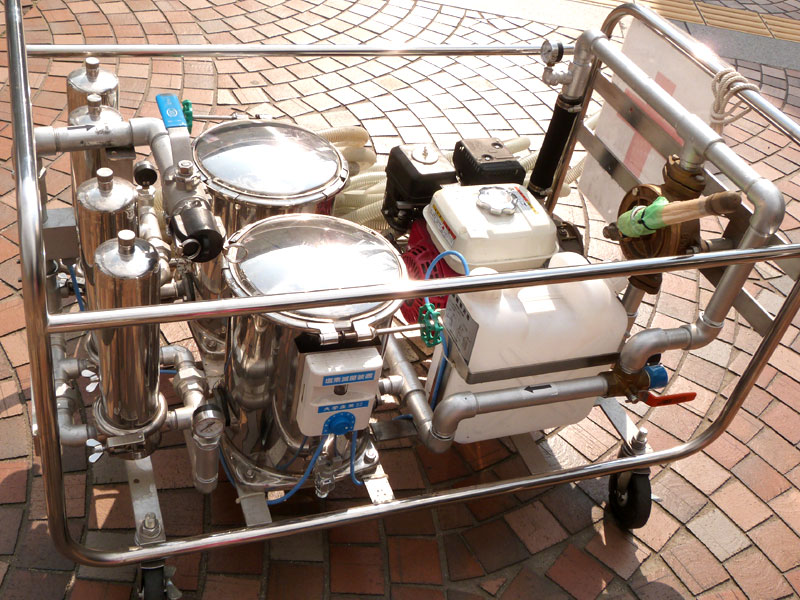
赤十字の災害医療用浄水装置
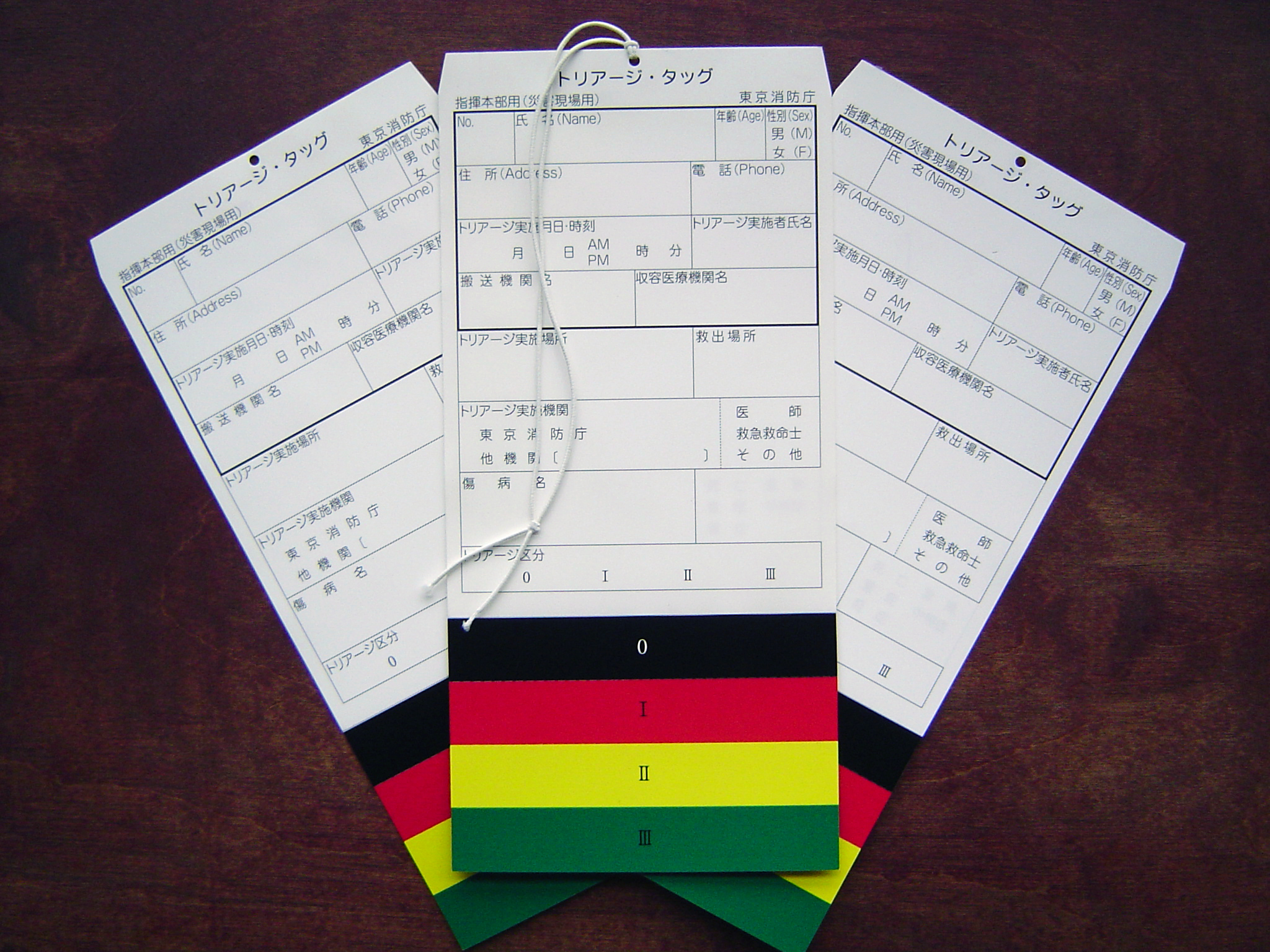
トリアージ・タッグ
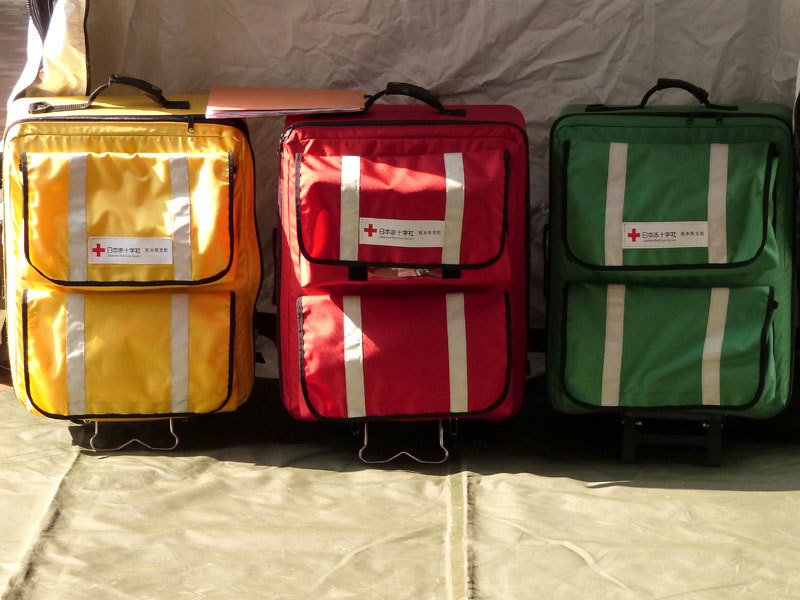
赤十字病院のDMAT標準医療資器材 （黄 赤 緑バッグ）
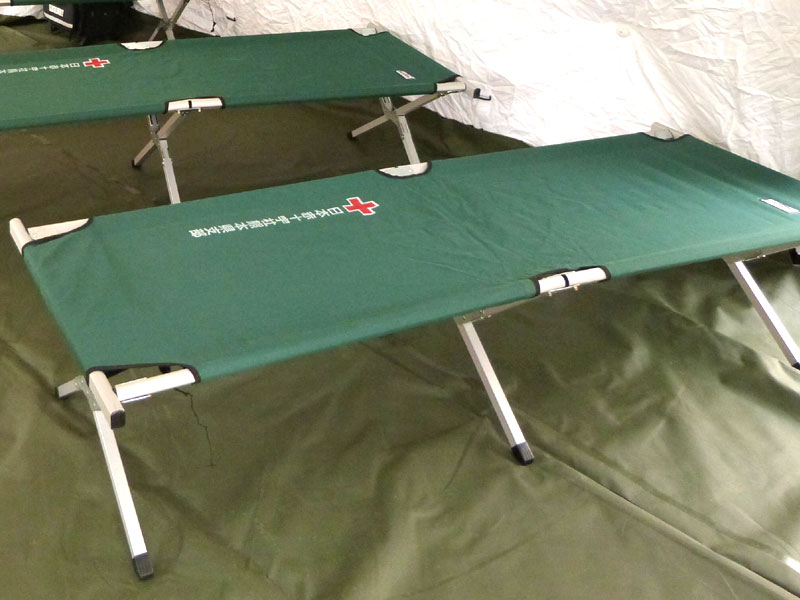
赤十字病院の災害医療用ベッド
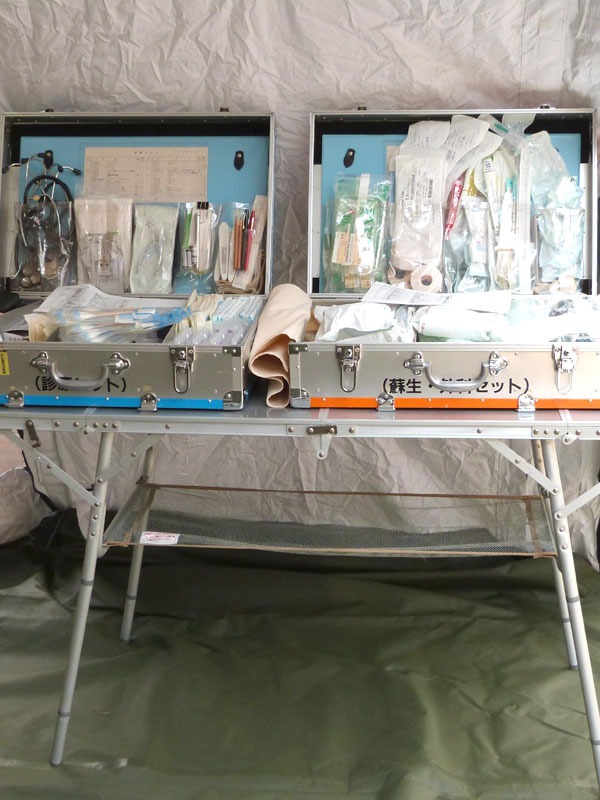
災害用診療セット(1)（熊本赤十字病院）
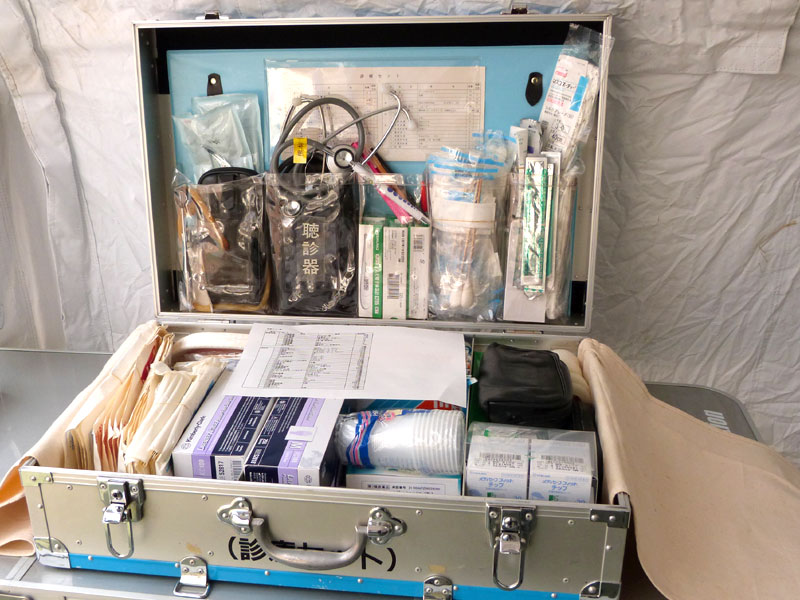
災害用診療セット(2)
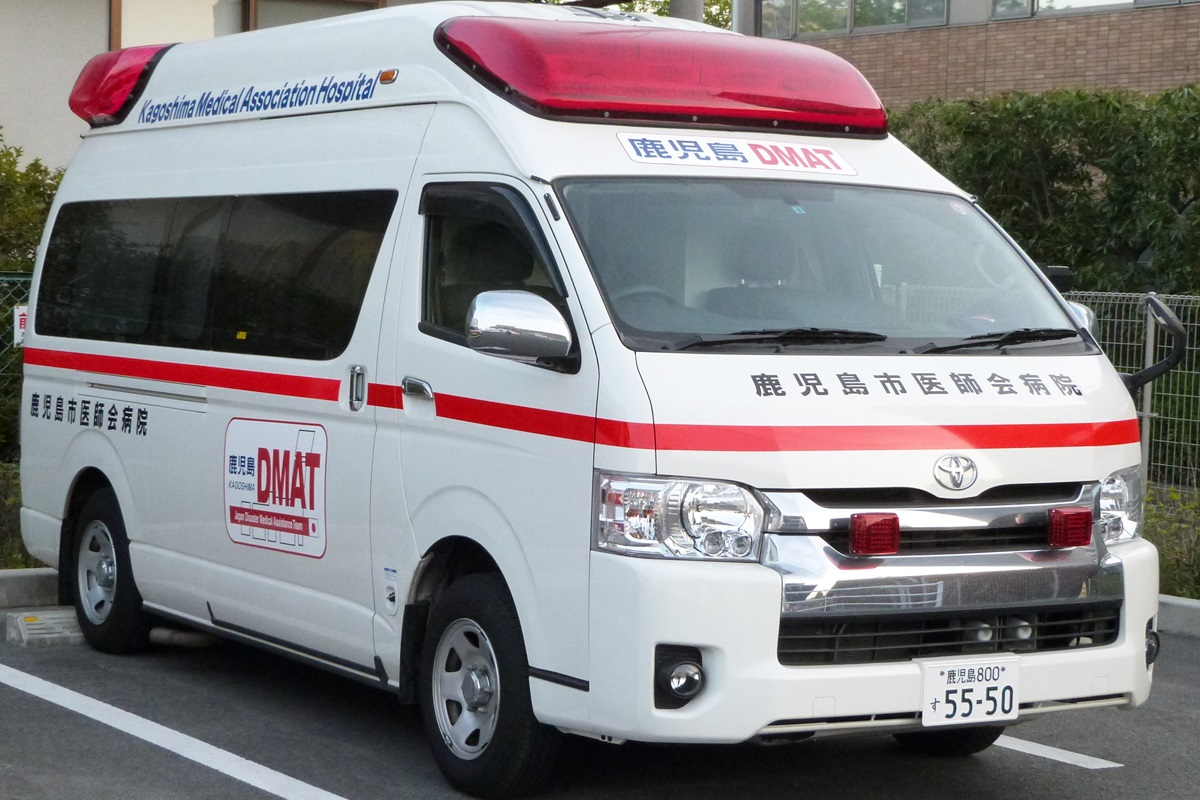
DMATで災害出動した、医療機関の救急車 （鹿児島DMAT）
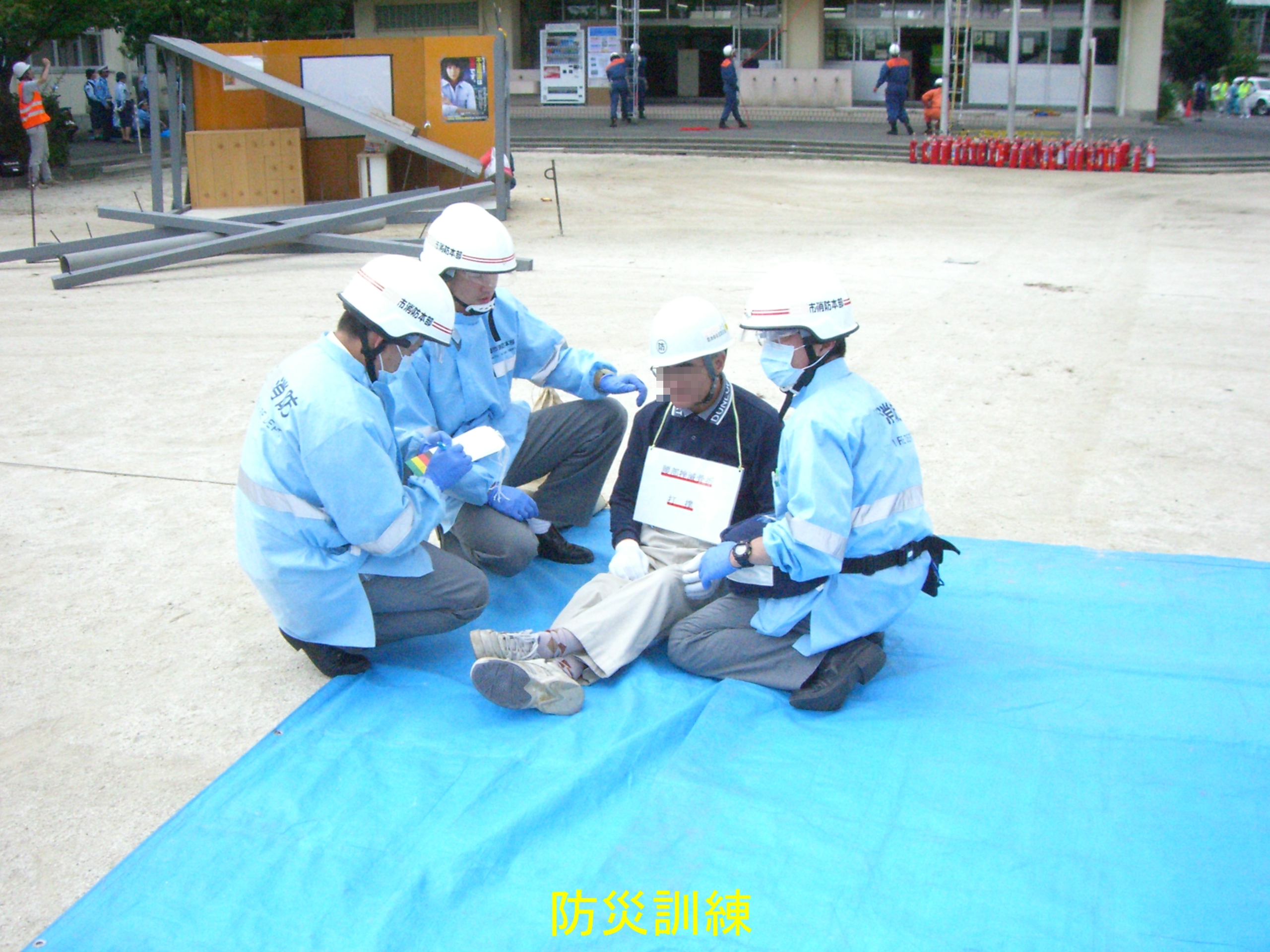
トリアージ訓練　2007年9月2日
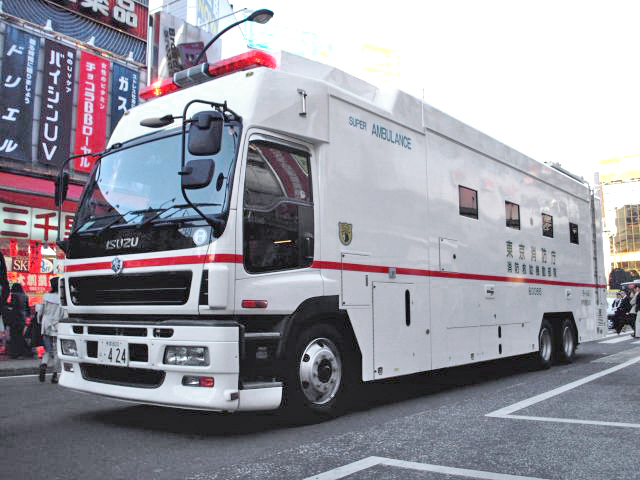
東京消防庁消防救助機動部隊（ハイパーレスキュー）　災害用大型救急車
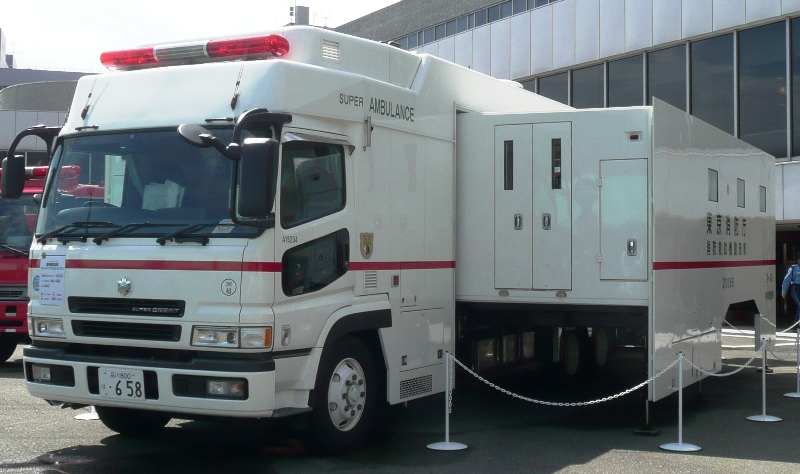
災害用大型救急車を拡張した状態
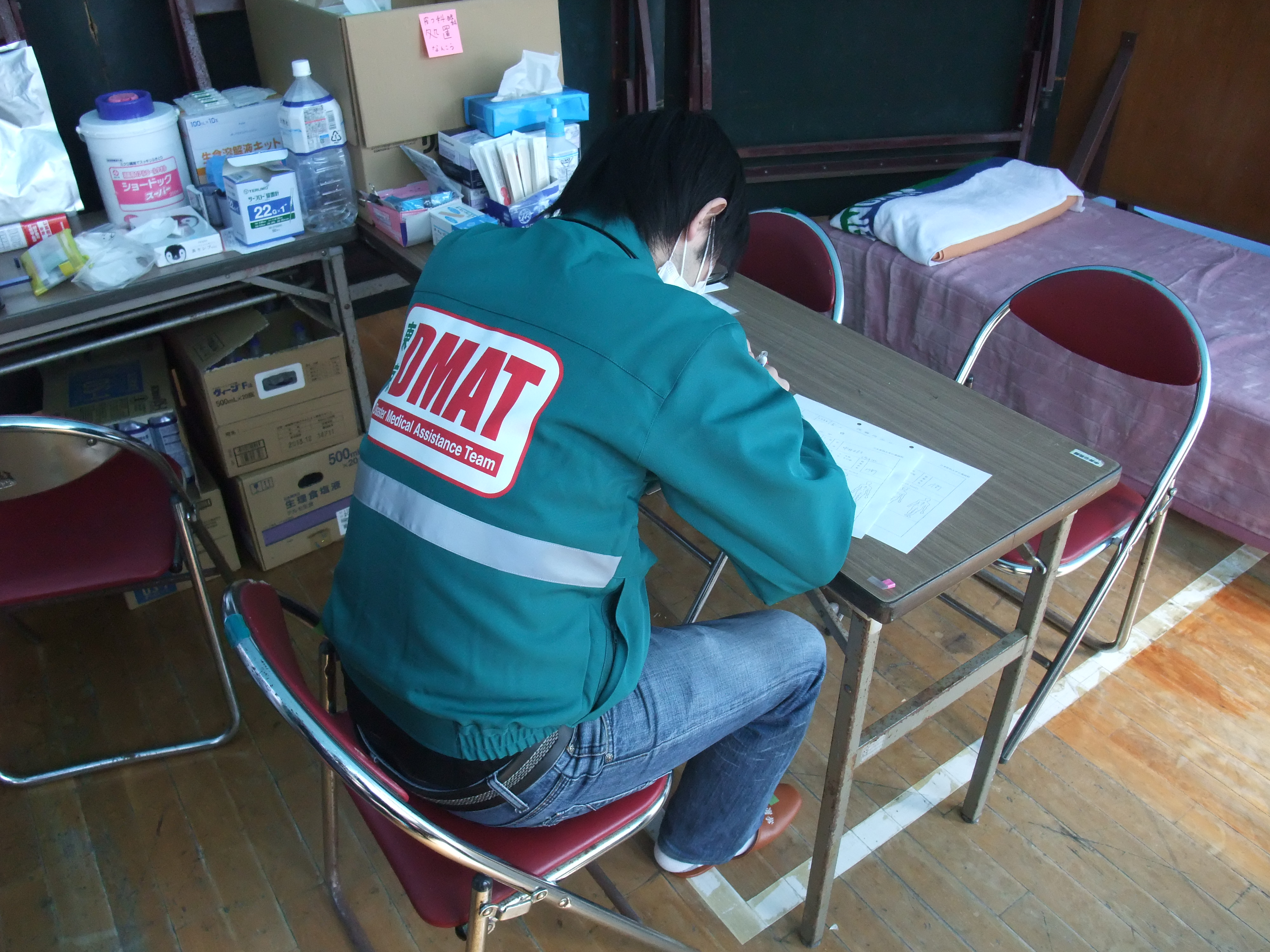
避難所の仮設救護所で診療録を書く東京DMATの医師　東日本大震災にて
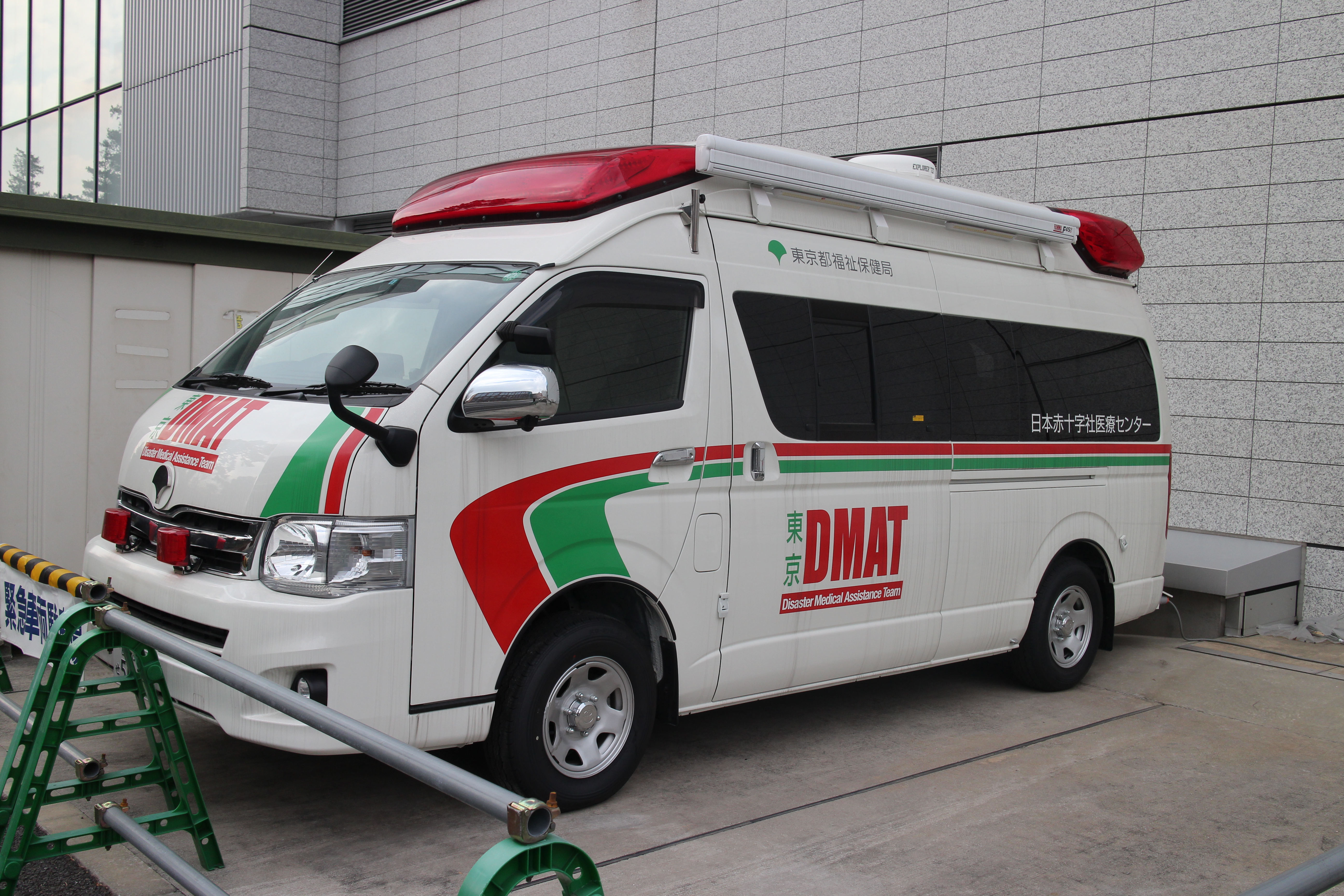
日本赤十字社医療センター 東京DMATカー(宿泊支援車)

- 救急医療は、患者に対して十分な医療を供給できる環境下で行われる医療であり、例え突発的な発生であったとしても、いわば 「日常的に行われる医療」の一部である。 医療関係者の手により 「患者にとって必要とされるすべての医療」が施される。
これに対して災害医療は、事前に予測困難な災害の発生時において、急激な傷病者の増加に対して医療の供給が全く追いつかない状況下で行われる医療であり、場合によっては 電気・水道などのインフラ施設も被災し停電・断水 といった状況[15]の中、医療機関への医薬品や衛生材料の供給もストップするなど、想像以上に過酷な状況の中でも行わなければならない。[16] [17]

混乱する現場・殺到する傷病者 に対して、手元の 「限られた医療資源」 を有効に活用することで、何とか１人でも多くの人命を救うことを求められる医療である。
従って、災害医療では、平時に行われる救急医療のような 「患者にとって必要とされる全ての医療」を提供することは、最初から不可能である。　このことは、患者側にもきちんと説明をして 理解してもらわなければならない。
- 災害医療では、トリアージひとつ取っても、救急医療とは「時間のかけ方」が異なる。 救急医療では一人の患者につき2～3分をかけてトリアージを行うが、災害医療では、一人の患者に対して1分の時間をかければ、仮に60人の患者が一度に来たとした場合、60番目の患者は医療機関に到着後、重症か軽症かも分からない状態のままで 60分（1時間）以上も放置される、という事態になってしまう。実際の災害時には、患者数が60人程度で済むはずは無く、このあとに診察や応急処置・手術が待っているため、トリアージの後も 更に時間がかかる。 このため、患者1人あたり 30秒以内でトリアージが完了出来るよう、「START（Simple,Triage And Rapid Treatment） 式トリアージ」[20]という、平時に行うものより簡素化されたトリアージ法が行われる。

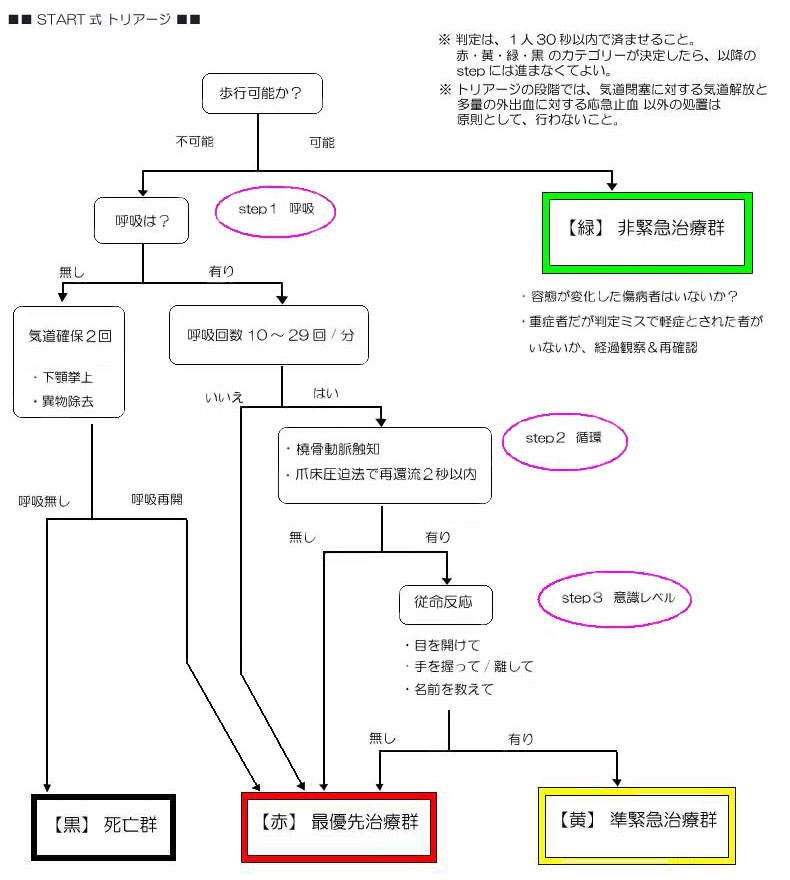
START式トリアージ
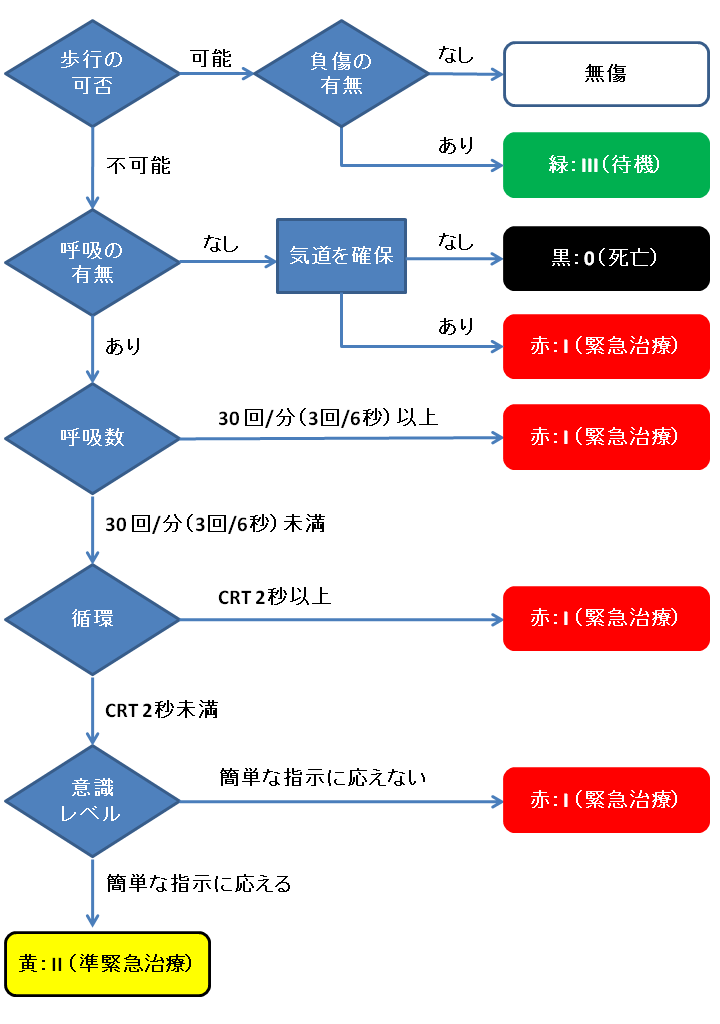
START法による診断フローチャート。

- 実際の災害発生時に 災害医療を主に担当するのは、平時に救急医療に携わっている医療関係者である。しかし 「災害医療」と「救急医療」は このように本質的に全く異なる医療であり、傷病者一人ひとりに対して、平時のような100%の医療は、現実的には提供できない。　単純に 「救急医療の規模が大きくなったものが災害医療だ」 と勘違いすると、実際の現場に出た時に救えたはずの命が失われかねない。
- 災害医療では、一人の患者にかける医療の「質」よりも、いかに多数の患者に対して、限りある医療を効率的・効果的に提供できるか、という観点が 常に要求される、という点でも特殊である。
また、災害が長期化した場合には、必要とされる医療の内容が変化する、というのも大きな特徴のひとつである。　狭義の災害医療とは、災害時の急性期・初期医療のことであるが、それは永久に続く訳ではない。目安として、おおむね72時間を超過すると、発見される被災者の救命率は大幅に低下する（72時間の壁）。

その後 受診する患者の多くは、災害前からの基礎疾患（高血圧や糖尿病など）や、風邪症状・嘔吐下痢、精神的疾患（認知症、不安感、不眠など）が主となっていき、発災後3日目以降になると、急性期の災害医療を得意とする DMAT（災害派遣医療チーム）は、現地からの撤退時期の検討をはじめる。一方、崩壊した被災地の地域医療を支援するため、DMATと入れ替わるように被災地へ派遣されるのが JMAT（日本医師会災害医療チーム）である。

## 災害と医療
ここでの災害とは単に天災のみならず、故意（テロリズム）または過失によるCBRNE災害（爆発・化学汚染・毒ガス汚染・放射能汚染、あるいは新型感染症）など、傷病者が多数発生し、病院の通常の診療体制では対応できない事案を意味する。
災害時に必要とされる医療体制は、災害の種類により異なる。例えば外傷患者の多数出る事案に於いては、麻酔科医・各種外科医及び手術室・集中治療室スタッフを総動員できる体制を24時間以上に渡り維持しなくてはならない。また、災害時には医療施設や医療スタッフ・救助スタッフ自身が被災することも想定しなくてはならない 。

## 災害医療コーディネーター
都道府県知事（地域災害医療コーディネーターは保健所政令市長、特別区長の場合もある）から委嘱・任命され、災害時に災害医療関係者によるミーティングの開催、他機関との調整などの業務を担う。
災害拠点病院の管理者や救急科医師、保健所長などが任命される例が多い。身分は特別職地方公務員。
災害発生後48時間以内は上記の調整機能はDMATが担い、体制が整い次第、災害医療コーディネーターが役割を引き継ぐこととなっている。
都道府県にもよるが、都道府県災害医療コーディネーターと地域災害医療コーディネーターの２種がある。
- 都道府県災害医療コーディネーターは都道府県災害対策本部において都道府県知事の指揮下で上記の業務のほか、都道府県DMAT調整本部への指示を行う。
- 地域災害医療コーディネーターは当該地域を所管する保健所または災害拠点病院内において、保健所長の指揮下で地域における病院・避難所への医療チーム派遣調整、状況やニーズの把握、DMAT活動拠点本部（災害拠点病院内に設置される）への指示をおこなう[31]。

災害医療コーディネーターは、1997年に兵庫県で初めて導入され、コーディネーターには災害拠点病院の医師が任命された。
新潟県では2006年に各保健所長を災害医療コーディネーターに任命した。
宮城県では、2011年2月に災害医療コーディネーター制度を設置した。
東日本大震災後、厚生労働省は、各都道府県および政令指定都市に対し災害時に円滑な医療を実施するためのコーディネート機能を発揮できるような体制を整備するよう通知を出した。以降、各地で設置が進んでいる。

## 災害時の主な健康問題
被災者は災害時、見知らぬ人を含めた多数の人との避難生活という、通常とは異なる環境下に置かれる。これにより十分な休息ができなかったり、トイレに行くことをためらったり、避難生活への不安や不満を抱えたりする場合がある。また、家族の安否を気にしたり経済的な不安を抱えたりといった心理的負担も大きい。こうした環境要因により、不安や悩みを抱え、それが胃腸症状やうつ傾向のような身体症状として現れる例が多く見られる。
こうした健康問題への対処の基本は、安全を確保した上で、十分な休養と栄養を取れるよう生活環境を改善することである。また、ボランティアなどの支援者が被災者の不安や悩みを聞いてあげること、気分の転換を行ったり、家族や友人などとの死別を乗り越える「喪の作業」を行うことなどが、ストレスの軽減と心の安定に必要とされる。
どの種類の災害にも共通する健康障害や健康問題を、『災害時の要介護者へのケア いのちとくらしの尊厳を守るために』より示す。
- インフルエンザ、ノロウイルス、食中毒などの感染症
- クラッシュ症候群
- エコノミークラス症候群
- 廃用症候群
- 慢性疾患の増悪
- 熱中症、低体温症
- 心的外傷（心的外傷後ストレス反応(PTSR)、心的外傷後ストレス障害(PTSD)）
- リロケーションダメージ[注 1]
- アルコール依存症
- 孤独死

災害の種類ごとに起こりやすい健康障害を、『災害時の要介護者へのケア いのちとくらしの尊厳を守るために』より示す。
- 地震
  - 骨折、挫創、打撲などの外傷
  - 火災による熱傷、気道障害、一酸化炭素中毒
  - 粉塵による呼吸器障害
- 水害
  - 汚水などによる感染性の疾患（肺炎など）
  - 風邪、ぜんそくなどの呼吸器疾患
  - 水に濡れることによる低体温症
  - がれきの飛散による外傷
  - 皮膚疾患
- 噴火
  - 火砕流などによる負傷、熱傷
  - 熱風による気道熱傷
  - 火山ガスや火山灰の吸入による呼吸障害

## 災害医療用資機材の備蓄と開発
- 災害医療用の資機材は、日頃から使い慣れている物が良いが、実際の災害時には停電などの可能性を考慮しておかなければならない。また、院内だけではなく屋外での使用も想定しておく必要がある。
そのため、選定に当たっては以下の条件を満たすものが望まれる。

1. 持ち運びが楽でコンパクトである
2. 頑丈（丈夫）で消毒が簡易である
3. コンセントなどの外部電源が無くても、充電池など内部電源で使用できる

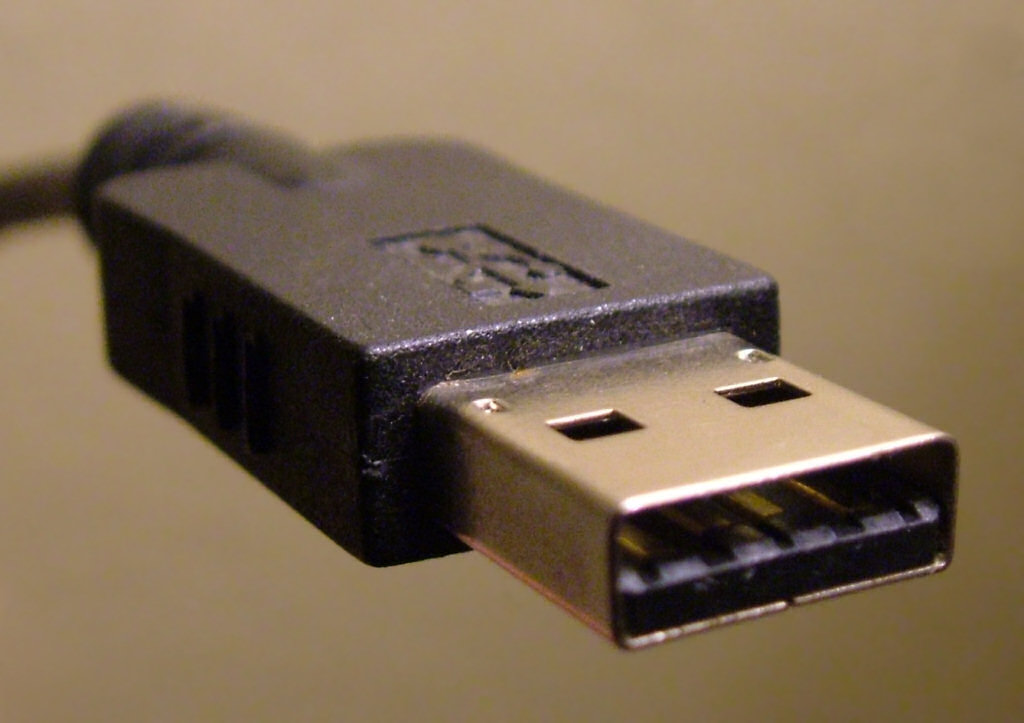
USBコネクタ（Type A）

（但し 専用バッテリーは互換性が無いため好ましくない。肝心のバッテリーが切れたらガラクタになってしまい、災害時には被災地でも一般的な支援物資として入手が比較的容易な乾電池や、USB端子で相互に充電可能なモバイルバッテリーとの互換性が無いのは不便）
4. 価格が比較的安価である

最近では、小型のものや使い捨て（ディスポ）式のものなど、色々と開発され、DMATなどが装備しているが、備蓄の絶対数が少なく医薬品や酸素ボンベなども調達や管理・耐用年数（薬剤の場合は有効期限） などの点で問題もあり、まだ十分とはいえない。各医療機関では、ローリング・ストックなどの工夫をしながら災害に備えている。
災害拠点病院ではない一般病院や有床診療所・介護施設などでも、災害時に備えて準備しておきたい医療機器として主なものは以下の通り。
- - 酸素ボンベ一式（予備ボンベ・減圧弁・流量計・加湿瓶・酸素マスク など）
  - 人工呼吸器（アンビュバッグ　・・・外来に置いてあるもので良い）
  - 気道確保セット　（喉頭鏡、気管チューブ、マギール鉗子、エアウェイ、その他　・・・外来に置いてあるもので良い）
  - 患者モニター　（無い場合は、パルスオキシメータ、家庭用血圧計、携帯用小型心電計 を組み合わせれば、安価で代用可能。全て乾電池で動作する）
  - AED（待合ロビーや外来に置いてある一般向けの物で良い）
  - 吸引器　（電源が無くても使用可能な足踏みポンプ式の製品が各社から安く出ている）
  - 衛生材料　　（外傷用のもの　・・・外来に置いてあるもので良い　骨折時の副木などは雑誌や古新聞、ガムテープで代用可能。）
  - 医薬品　　（外傷用のもの　・・・外来に置いてあるアクリノール液や白色ワセリン、手指消毒用のアルコールスプレー等、一般的なもので良い）
  - ストレッチャー　　（無ければ、担架でも良い）
  - 携帯式エコー装置　　（ずいぶん小型のものが出ているが、若干 値が張る）

など。

## 関連施設
- 災害拠点病院
  - 基幹災害医療センター：原則都道府県に一つ
  - 地域災害医療センター：原則二次医療圏に一つ

いずれもドクターヘリの離着陸場所と平時からの医薬品の備蓄が必要とされている。

## 日本における災害医療の歴史

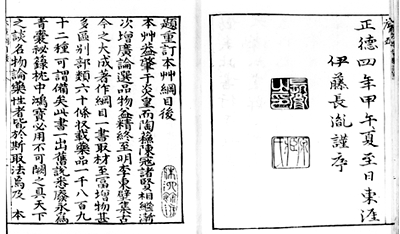
本草綱目

神話時代

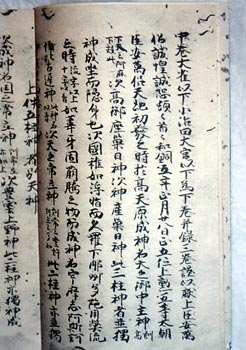
真福寺収蔵『古事記』（ 国宝 ）

- わが国の記録に残っている最古の災害医療に関する記述は、古事記（712年　太安万侶 編纂）の時代にまでさかのぼる[36]。真福寺収蔵『古事記』（  国宝 ）創生神代の巻において、災害医療・災害看護に関する記述であろうと読み取れる一節がある。 それは出雲国を旅していたオオナムヂ（大国主命）の話である。

```
伯耆（ほうき）の国で、八十の神々がオオナムヂ（
大国主命
）を殺そうとして、イノシシの姿に似せた大岩を真っ赤に焼いて、山の上から転がり落とした。オオナムヂは、焼けた岩に押し潰されて死んでしまった。
それを聞いた母神の サシクニワカヒメ（刺国若比売命）は 殺されたわが子を見て哭（な）き悲しみ、
高天原
に上って 天の大神・カムムスビ（
神産巣日神
）に助けを求めた。
大神は、赤貝の女神・キサガヒヒメ（𧏛貝比売）と、蛤の女神・ウムギヒメ（蛤貝比売）の二柱の女神を遣わして、彼を作り生かさせた。
キサガヒヒメは貝の殻で焼けたオオナムヂの骸を丁寧に岩から剥がし、ウムギヒメは母神の乳汁に薬を混ぜ合わせて、オオナムヂの焼け爛れた体にくまなく塗った。
まもなくオオナムヂは生き返って、うるわしい男に戻った。
```

これは、現在の鳥取県の伯耆大山（鳥取県西部にある中国地方最高峰の火山で、古名を火神岳（ひのかみだけ）という）の噴火によって人々が大火傷を負った出来事の伝承であると考えられる。
ある日突然、火の玉（火山噴石）が降って来て、一人の男が全身に大火傷を負う。母親は火傷した子の命を助けようと、当時の権力者に救いを求め、女性たちが手当てや介抱をする。ここに、当時の災害発生直後の人々の姿を見ることができる。
また、焼けた皮膚を丁寧にはがし、タンパク質を含む乳汁を塗る という手当ては、現代のような優れた医薬品や衛生材料が手に入らなかった当時としては、最先端の治療法であったと考えられる。
中世〜近世
- 奈良・平安時代や戦国時代以降にも、多くの自然災害や戦乱が起きていたが、当時の文献に被害に関する記録 [37] [38]は残っていても、人々に対する医療活動の記録は残っていないことが多い。日本は聖徳太子の時代から永きにわたり 仏教国であったため、外科治療の基礎となる人体の解剖学は 「遺体を切り刻むなど狂気の沙汰だ」 とされ、長らく発展しなかった。そのため 治療法も煎じ薬など漢方薬による内科的治療と、栄養のある食事をさせるといった自然治癒力に頼る治療法が主流であった。

当時の戦乱に対する救護医療は、負傷者の傷口を井戸水などで洗浄したり圧迫止血したりといった、現在の「応急手当」程度のレベルのものであったと考えられる。
- 人口の集中にもかかわらず衛生施設（飲料水と汚水の分離）が未整備であった京の都などでは疫病が幾度となく人々を襲い、赤痢や裳瘡(天然痘)、瘧(わらわやみ=マラリア)、麻疹(はしか)、咳病（結核、インフルエンザ）などが流行した。

現在のように一般の人々が当たり前に医療を受けられるような時代ではなく、漢方薬はとても高価で簡単には入手できず、医療は貴族や武将など、一部の権力者などが受けられる程度であった。　方丈記には、
```
築地のつら、道のほとりに、飢ゑ死ぬるもののたぐひ、数も知らず。取り捨つるわざも知らねば、臭き香 世界に満ち満ちて、変わりゆくかたち有様、目もあてられぬ事多かり。
```

との記述が見られ、治療を受けられない人々は次々に衰弱死し、街の至る所には遺体が放置され、平安京だけでも4万2千300余名が犠牲になったと言われている。
公衆衛生という概念が無かった時代でもあり、原因は怨霊の祟りや仏罰、神罰だと信じられていた (末法思想)。多くの死者を慰霊し感染症の鎮圧を祈願して祇園祭などが始まり、疫病の流行や飢饉は全国各地に伝わる祭事の起源にもなった。
- 関ヶ原の戦い以降、国内で大規模な戦乱が無くなった江戸時代でさえも、天候不順や噴火、藩の農業政策の失敗等で江戸の四大飢饉と呼ばれる大規模な飢饉が人々を襲った。

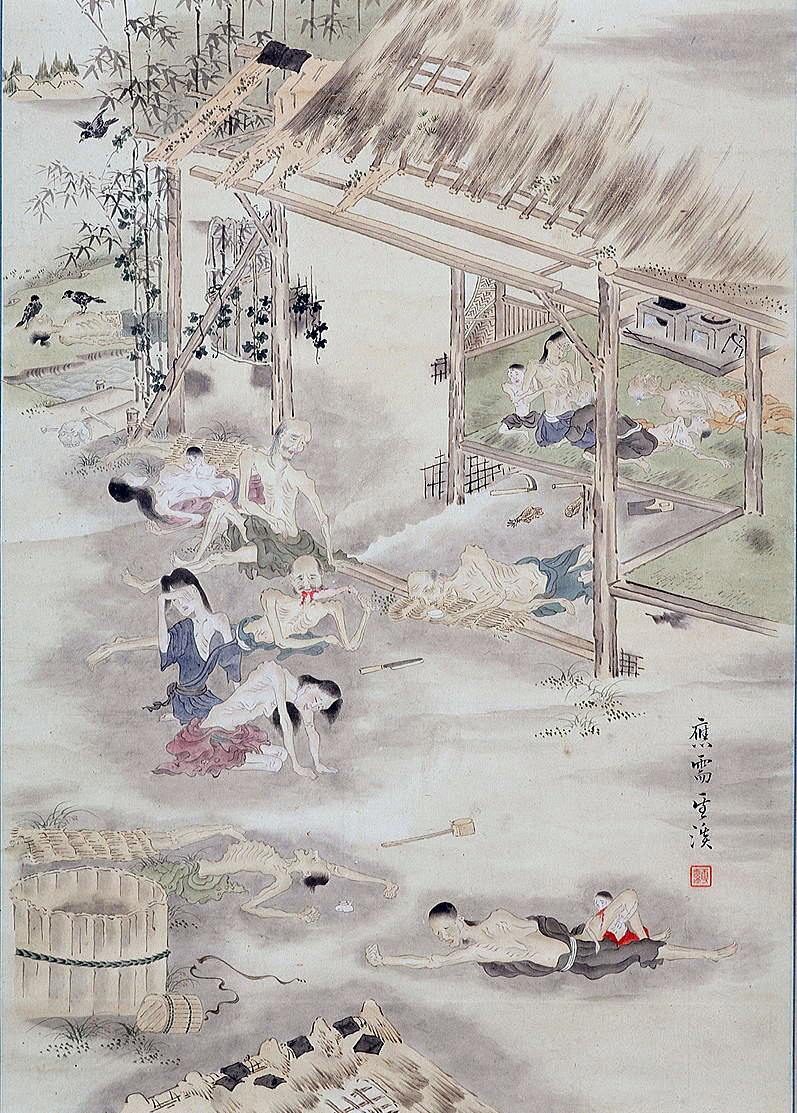
天明飢饉之図

中でも天明の大飢饉では、全国で飢死者が92万人余りにも及び、特に被害が深刻だった東北地方では住民の約3人に1人が飢死するという、まさしく見渡す限り地獄のような光景がどこまでも続く大災害となり、もはや医療どころの話では無いレベルの惨状となった。約240年前に日本で実際に発生した災害である。
近代
- わが国で本格的に看護婦（※ 現在は法改正により「看護師」となっているが、当時は「看護婦」と称していたため、歴史的記述の際は、当時の呼称を用いる） が養成されるようになった明治20年（1887年）以降に看護婦が活動した最初の火山災害は、明治21年（1888年）に発生した磐梯山の噴火である。 この災害では、水蒸気爆発や山体崩壊、火砕流により、山麓にあった複数の村々が住民もろとも土砂に飲まれ、また民家は爆風になぎ倒され、死者461名を超す大惨事となった。火砕サージによる爆風の被害に見舞われた白木城集落の光景。

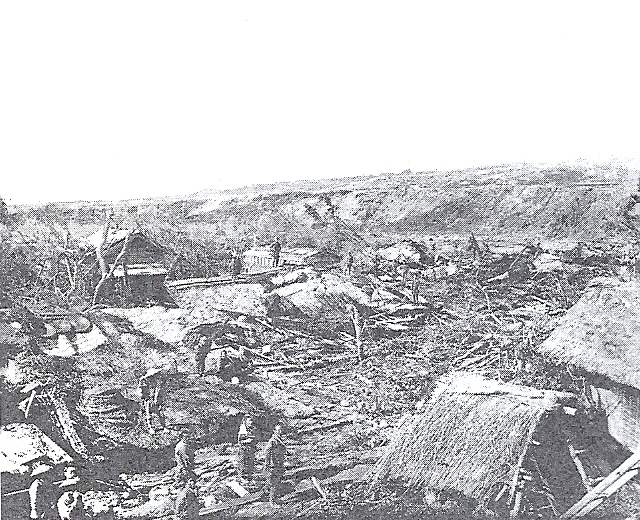
火砕サージによる爆風の被害に見舞われた白木城集落の光景。

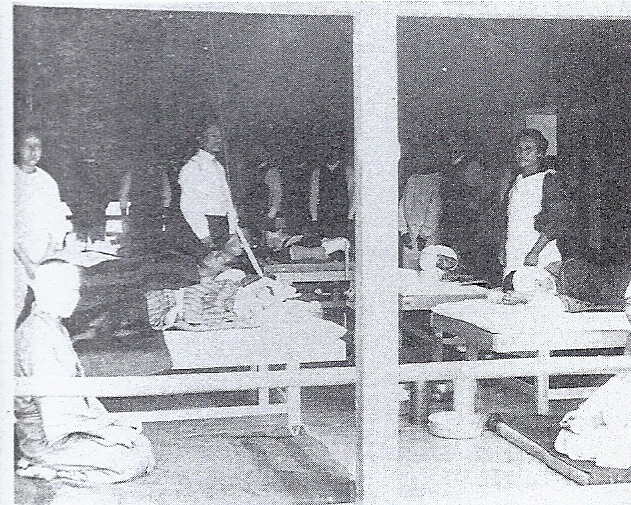
負傷者治療のために猪苗代町内に設けられた治療所。

なんとか救出することができた負傷者の多くは裂傷や骨折、打撲などを負っていたといわれ、発災直後から地元の開業医たちが総出で初期治療に当たったが、医薬品や医療機器の不足から対応は困難を極めた。その後火山災害としては初めて、日赤病院から医師と看護婦、救護員など15名、東京帝國大學病院からも医師たちが派遣された。

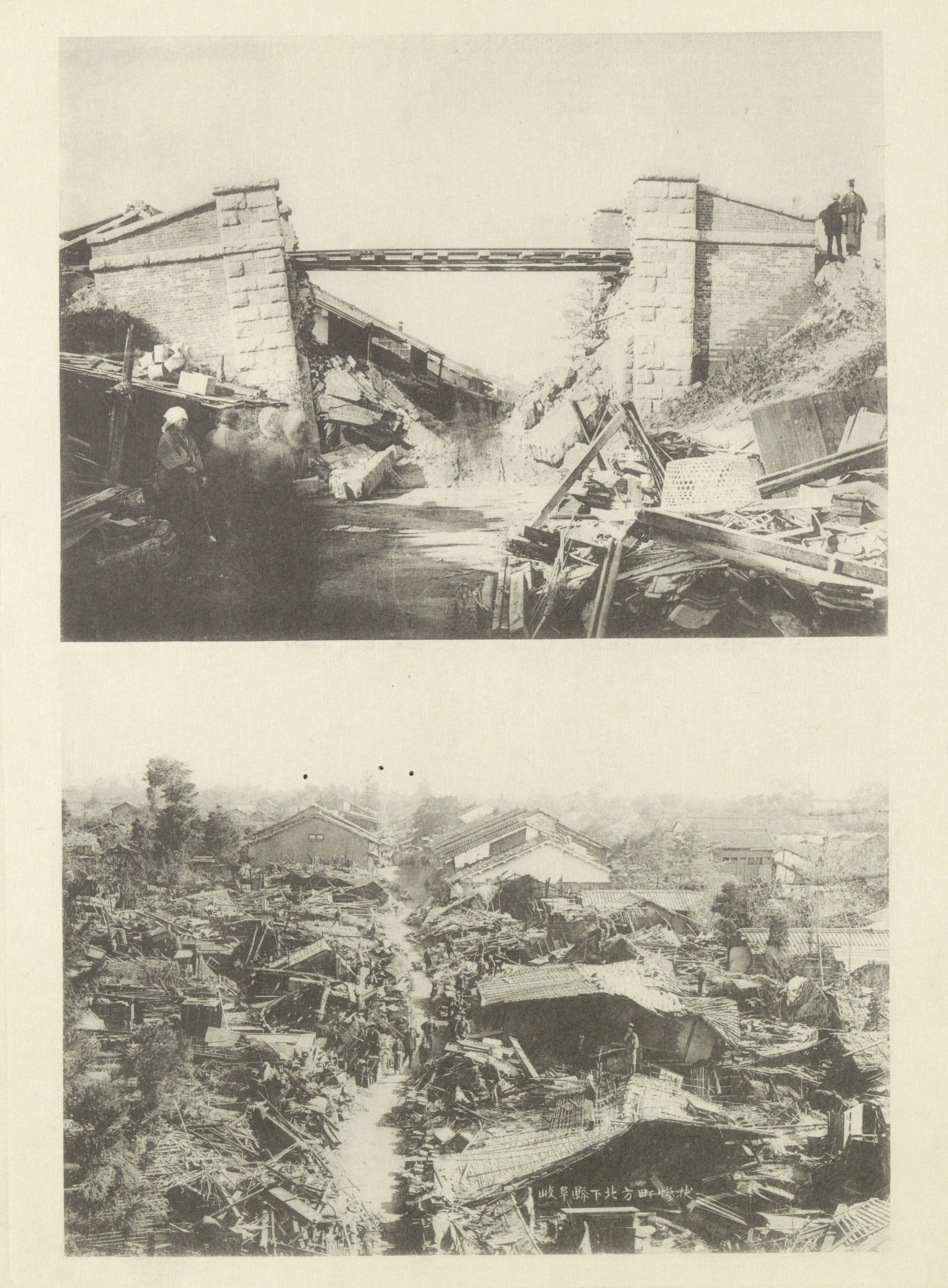
濃尾地震の被害

- 明治24年（1891年）に発生した濃尾大地震は、愛知・岐阜の両県を襲った直下型 内陸地震であり、約14万棟の家屋倒壊と火災で、死者7千人を超す大惨事となった。濃尾地震の被害 東京からは帝國大學病院や赤十字病院、慈恵醫院（当時）や順天堂醫院、関西からは京都の同志社病院、そして大阪からも多くの医師・看護婦が被災地に入り、災害医療に当たった。

日本赤十字では、その前年の明治23年（1890年）から、戦時救護を目的とする「救護看護婦」の養成を始めていた。濃尾大地震の際には、1年半の看護教育を修めた一回生 10名と、従来から赤十字病院で勤務していた看護婦と医師らが救護に向かった。救護看護婦は 傷病者の担架搬送や、医師の外科診療の補助に当たった。この経験から、救護看護婦養成の目的の一つに「天災（自然災害）時の救護」を加えることになった。
- 明治29年（1896年）6月に発生した明治三陸地震では、現在の岩手県 釜石市の東方沖200ｋｍを震源とする地震により、リアス式の三陸海岸を、当時観測史上最高となる38.2ｍの巨大津波が襲い、現在の宮城、岩手、青森の3県でおよそ2万2千人近い死者を出す大惨事となった。

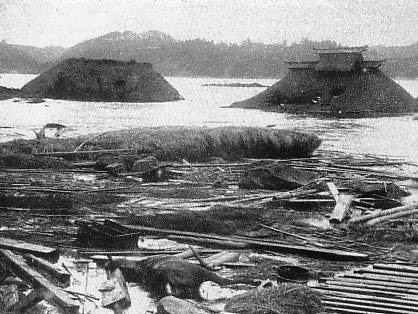
明治三陸大津波　津波で対岸に約80ヶ所以上から漂着した家屋（撮影地:宮城県志津川町）

東京から日赤救護班が被災地に向け出発したが、太平洋沿岸部の道路は大津波により広範囲で浸水・寸断されていたため全く通行できず、やむなく救護看護婦らは迂回路として険しい山道を徒歩で越えて、被災地に向かった。大船渡では、津波被害を免れた高台の寺に臨時で設けた救護所で災害医療活動を行ったという記録が残っている。
- 大正12年（1923年）に発生した関東大震災では、現在の神奈川県 小田原沖の北10kmを震源とする地震で、東京・神奈川・千葉などが被災した。約60万戸の家屋倒壊、また運悪く 昼食時に発災したため、当時の東京市内では、把握されているだけでも約80ヶ所以上からほぼ同時に出火した。

家屋密集地域では大火災となり、死者のうち約87%の9万2千人が焼死、死者・行方不明者は約14万5千人以上に及び、住民の治療を行うはずの医療機関も軒並み甚大な被害 を受ける、大規模な災害となった。
このときも全国から救援物資・人材が被災地に送り込まれ、災害医療・救護活動が展開された。
震災後には、宮内省の救療班や 済生会、日赤などが無料で巡回診療や看護活動を行った。その後、聖路加や日赤が「社会看護婦」（現在の保健師）の養成を始めるなど、関東大震災の復興期における医療・看護活動は、地域保健の先駆けともなった。